# Ahmad Masagus
Ahmad Masagus (auch Achmad Mas Agus) ist ein indonesischer Offizier. 1999 war er der Distriktskommandeur der Streitkräfte Indonesiens im Distrikt Cova Lima (Kodim 1635 Covalima). Cova Lima liegt im Südwesten von Osttimor, das seit 1975 von Indonesien besetzt war.
Vom 1. Juli 1996 bis 1. August 1998 war Masagus Kommandeur des Infanteriebataillon 744 im Westen von Osttimor.
Osttimor befand sich in dieser Zeit in der Vorbereitung auf ein Unabhängigkeitsreferendum am 30. August 1999. Indonesische Armee und von ihr unterstützte pro-indonesische Milizen attackierten bereits im Vorfeld Unabhängigkeitsbefürworter. Der UN-Sonderbeauftragter für Osttimor und Leiter der Mission der Vereinten Nationen in Osttimor (UNAMET) Ian Martin verlangte am 18. August 1999 nach einem Besuch von Cova Lima die Abberufung von Oberstleutnant Masagus, weil er nicht gegen die Gewalt der Milizionäre vorging. Einige seiner Soldaten waren zudem Mitglieder von Milizen. Der australische Beobachter James Fox warf Masagus vor, er habe die Gewaltkampagne im Distrikt hauptsächlich organisiert. Er gelte als einer „der grausamsten lokalen Kommandeure in Osttimor.“
Wenige Tage vor dem Wahltag am 30. August 1999 kam es in Maliana und Suai zu Übergriffen. Eine US-Delegation unter Führung des Senators Tom Harkin beschwerte sich in ihrem wütenden Bericht beim indonesischen Präsident Habibie, so dass der Verbindungsoffizier Zacky Anwar Makarim sowie Masagus und der Distriktskommandant von Bobonaro Oberstleutnant Burhanuddin Siagian zunächst ausgetauscht wurden. Oberstleutnant Lilik Kushadiyanto übernahm das Kommando zwischen dem 29. August und dem 8. September, danach war Masagus aber wieder als Kommandant im Amt.
Nach der Bekanntgabe des Ergebnisses des Referendums am 4. September 1999 und der Entscheidung für die Unabhängigkeit Osttimors kam es mit der Operation Donner zur geplanten Zerstörung des Landes durch indonesische Sicherheitskräfte und Milizen. Die Rolle von Masagus beim Kirchenmassaker von Suai am 6. September 1999 ist unklar, da Lilik zu diesem Zeitpunkt das Kommando innehatte. Das regionale Militärkommando Kodam IX/Udayana teilte dem australischen Journalisten Hamish McDonald aber mit, dass an dem Tag Masagus der verantwortliche Offizier war. Die indonesische Untersuchungskommission für Menschenrechtsverletzungen in Osttimor (KPP-HAM) kam nach ihren Untersuchungen zu dem Schluss, dass Masagus vor der Kirche in Suai gewesen sei, als das Massaker geschah. Er habe zudem die Laksaur-Miliz mit Waffen ausgerüstet. Die KPP-HAM empfahl Ermittlungen gegen Masagus und 16 weitere Angehörige des indonesischen Militärs. Masagus wurde auch bei den Special Panels for Serious Crimes in Dili angeklagt. Da er nicht vor Gericht erschien, blieb diese Anklage für Masagus folgenlos.
Am 12. September erklärte der ehemalige Milizenführer Rui Lopes einem unabhängigen Fernsehsender in Jakarta, dass es vor dem Kirchenmassaker ein Treffen im Haus des Distriktchefs (Bupati) Oberst Herman Sedyono gegeben hätte. Sedyono und der Militärdistriktschef (wieder ist unklar, ob Masagus oder Lilik) hätten den Milizen den Befehl gegeben, Cova Lima niederzubrennen, die UNAMET zu verjagen und alle Einwohner in das indonesische Westtimor zu vertreiben. Man wollte so die Außenwelt überzeugen, dass die Osttimoresen mit dem Ergebnis des Referendums unzufrieden seien und die UNAMET zu einem neuen Wahlgang bewegen.
Gegen Masagus wurde von der Militärstaatsanwaltschaft auch ermittelt, weil er offenbar in Surabaya den Gefreiten (Praka) Agusto da Carmo erschossen hatte.